# روبن جونز (كرة سلة)
روبن جونز (بالإنجليزية: Robin Jones)‏ مواليد 2 فبراير 1954 في سانت لويس، هو لاعب كرة سلة أمريكي معتزل. حمل الرقم 34. يبلغ طوله 6 قدم 9 بوصة (2.1 م). لعب مع بورتلاند ترايل بلايزرز وهيوستن روكتس.

## روابط خارجية
- روبن جونز على موقع إن بي أي (الإنجليزية)
- روبن جونز على موقع سبورتس رفرنس (الإنجليزية)
- روبن جونز على موقع كلية كرة السلة في سبورتس رفرنس.كوم (الإنجليزية)
- روبن جونز على موقع ريلجم (الإنجليزية)
- روبن جونز على موقع بروبوليرز (الإنجليزية)